# Coupe d'Europe des clubs (kayak-polo) 2005
Navigation
Édition précédente Édition suivante
La Coupe d'Europe des clubs 2005 s'est déroulée, du 24 au 25 septembre 2005 à Acigné, en France.

## Tableau des médailles
| Catégorie     | Médaille d'or       | Médaille d'argent       | Médaille de bronze                               |
| ------------- | ------------------- | ----------------------- | ------------------------------------------------ |
| Sénior Hommes | Deventer Canoe Club | Friends of Allonby      | Base de loisirs de canoë-kayak de Condé-sur-Vire |
| Sénior Femmes | Posillipo F         | Canoë Kayak Club Acigné | Friends of Allonby F                             |

## Participants

### Séniors Hommes
| Classement | Pays        | Club                                             |
| ---------- | ----------- | ------------------------------------------------ |
| 1re        | Pays-Bas    | Deventer Canoe Club                              |
| 2e         | Royaume-Uni | Friends of Allonby                               |
| 3e         | France      | Base de loisirs de canoë-kayak de Condé-sur-Vire |
| 4e         | Pays-Bas    | Groningen                                        |
| 5e         | Royaume-Uni | Meridian Canoe Club A                            |
| 6e         | Italie      | Pro Scogli Chiavari                              |
| 7e         | Italie      | CN Posillipo                                     |
| 8e         | France      | Canoë-Kayak Club Agenais                         |
| 9e         | Belgique    | Sharks                                           |
| 10e        | Espagne     | Malaga                                           |
| 11e        | Danemark    | Skovshoved Roklub                                |
| 12e        | Espagne     | Umia                                             |
| 13e        | Allemagne   | Meiderich                                        |
| 14e        | Danemark    | Copenhague                                       |

### Séniors Femmes
| Classement | Pays        | Club                    |
| ---------- | ----------- | ----------------------- |
| 1re        | Italie      | Posillipo F             |
| 2e         | France      | Canoë Kayak Club Acigné |
| 3e         | Royaume-Uni | Friends of Allonby F    |
| 4e         | France      | Canoë-club d'Avranches  |
| 5e         | Espagne     | Ciensas F               |
| 6e         | Espagne     | Retiro F                |
| 7e         | Danemark    | Odense F                |
| 8e         | Portugal    | Alhandra S.C. F         |
| 9e         | Danemark    | Copenhague F            |
| 10e        | Irlande     | WWKC F                  |